# ربط نقطة بنقطة لاسلكيا
 بروتوكولات الشبكات اللاسلكية
التقنية الأساسية حالياً لبناء واي-فاي تعتبر عائلة معايير 802.11 (والتي تعرف أيضاً باسم الشبكات اللاسلكية ذات الكلفة المنخفضة. تتمتع هذه العائلة من معايير الاتصال اللاسلكي 802.11) بشعبية هائلة في جميع أنحاء العالم. لقد مكّن استخدام a, 802.11b, 802.11g) مجموعة موحدة من البروتوكولات المصنعين في جميع أنحاء العالم من إنتاج تجهيزات ذات توافقية عالية فيما بينها. يعتبر هذا القرار بحد ذاته نعمة حقيقية لكل من المنتج والمستهلك، فقد أصبح بمقدور المستهلكين استخدام تجهيزات تعتمد معايير 802.11 دون خشية التقيد بمنتج

## الشبكات الاسلكيه بتردد 2.4 جيجا هرتز
هذا النوع من التردد يعمل تحت بروتوكول 802.11 وهو عادتا يظهر في ثلاث اشكال وكل واحدا منهم له خواصه ومميزاته.
الشبكات اللاسلكية

### 802.11b
صادق المعهد الدولي لمهندسي الكهرباء والإلكترون جمعية مهندسي الكهرباء والإلكترونيات على ان البروتوكول في السادس عشر من أيلول (سبتمبر) 1999 وهو يعتبر أكثر بروتوكولات الشبكات اللاسلكية انتشاراً في يومنا الحالي. لقد تم إنتاج الملايين من التجهيزات التي تدعم هذا البروتوآول منذ العام 1999. يستخدم هذا البروتوآول تقنية ترميز تدعى Direct Sequence Spread Spectrum – "الطيف الموزع عبر التتابع المباشر ويعمل ضمن جزء من نطاق الحزمة المخصصة للأغراض الصناعية، العلمية "DSSS تبلغ سرعة.GHz يتراوح ما بين الترددين 2.412 و 2.282 غيغاهرتز ISM والطبية البيانات القصوى 11 ميغابت في الثانية مع سرعة فعلية لنقل البيانات تصل حتى 5
ميغابت في الثانية.

### 802.11g
والذي تأخر في دخول سوق الشبكات اللاسلكية حتى اكتمال العمل على تصميمه في شهر حزيران (يونيو) 2003. لكن هذا البروتوكول وعلى الرغم من بداياته المتأخرة فقد أصبح المعيار المعتمد للشبكات اللاسلكية ويتوفر حالياً آميزة أساسية في 802.11 نفس الحزمة g جميع الحواسب المحمولة والكفية تقريباً. يستخدم بروتوكول
لكنه يعتمد على تقنية ترميز ISM المخصصة للأغراض الصناعية، العلمية والطبية Orthogonal Frequency Division مختلفة تدعى "تقسيم التردد المتعامد تبلغ السرعة القصوى لنقل البيانات 54 ميغابت في."Multiplexing –OFDM الثانية (والتي تكافئ سرعة فعلية تصل حتى 25 ميغابت في الثانية) آما يمكن تخفيض
وذلك DSSS السرعة عند الحاجة إلى 11 ميغابت في الثانية أو أقل باستخدام ترميز لتحقيق التوافقية مع الكم الهائل من التجهيزات التي تعمل وفق بروتوكول 802.11b

### 802.11a
تمت المصادقة عليه أيضاً من قبل المعهد الدولي لمهندسي الكهرباء IEEE في أيلول (سبتمبر) من العام 1999، وهو يعتمد على تقنية ترميز IEEE والإلكترون تبلغ السرعة القصوى لنقل البيانات في هذا البروتوآول 54 ميغابت في.OFDM 802.11a الثانية مع سرعة فعلية تصل حتى 27 ميغابت في الثانية. يعمل بروتوآول
إضافة إلى جزء من ISM ضمن الترددات 5.745 و 5.805 غيغاهرتز من حزمة يقع بين الترددين 5.170 و 5.320 غيغاهرتز، أي أنه غير متوافق مع UNII حزمة